# Internationaler Württembergische Damen-Tennis-Meisterschaften um den Stuttgarter Stadtpokal 2012
L'Internationaler Württembergische Damen-Tennis-Meisterschaften um den Stuttgarter Stadtpokal 2012 è stato un torneo di tennis facente parte della categoria ITF Women's Circuit nell'ambito dell'ITF Women's Circuit 2012. Il torneo si è giocato a Stuttgart-Vaihingen in Germania dal 25 giugno al 1º luglio 2012 su campi in terra rossa e aveva un montepremi di $25,000.

## Vincitori

### Singolare
Kateryna Kozlova ha battuto in finale  Florencia Molinero con il punteggio di 3–6, 7–5, 6–4

### Doppio
Sandra Klemenschits /  Tatjana Maria hanno battuto in finale  Lenka Juríková /  Zuzana Luknárová con il punteggio di 6–3, 6–2